# Gaspard-Alexis Plan des Augiers
Georges-Gaspard-Alexis Plan des  Augiers, né le 10 juillet 1709 à Digne et mort à Paris le 16 janvier 1794, est un prélat français du XVIIIe siècle. Il est le second fils de Jean-Louis Plan, chevalier, seigneur des Sieyes, trésorier général au parlement de Provence, et de Suzanne d'Hugues, sœur de Guillaume (évêque de Nevers puis archevêque de Vienne).

## Biographie
Docteur en théologie, Plan des Augiers devient vicaire général de Lyon avant de recevoir du roi Louis XV le diocèse de Die le 29 septembre 1741, après que le chanoine d'Apt Jean-Baptiste de Gauthier d'Auribeau ait décliné cette offre. Le pape confirme cette nomination par bulles du 20 décembre suivant. Plan des Augiers est consacré le 20 février 1742 et fait son entrée solennelle dans sa ville épiscopale et comtale le 10 juin suivant, où il prête les serments d'usage : respect des libertés de la ville et de celles des chanoines. Il confie le vicariat général à son frère cadet, André Plan de Beaumelle, le 1er juillet (ce dernier sera également prévôt d'Embrun).
Peu de temps après son entrée en ville, il tente d'affermir ses droits féodaux, tant au titre de comte que d'évêque, en poursuivant le procès de son prédécesseur pour la suzeraineté des terres de Valdrôme, mais également en s'imposant à l'ensemble des réunions du Conseil des bourgeois de Die, dont les délibérations ne dépendent pourtant pas de son autorité. À cet effet, il acquiert pour lui-même la charge de maire, qu'il confie le 27 septembre 1743 à son juge-mage.
En 1742, il préside à l'établissement à Die d'une maison de la propagation de la foi, où les enfants des familles protestantes seront placés en internat obligatoire et prolongé, afin d'en assurer la conversion au catholicisme. L'entrée à l'internat pouvait à l'occasion se faire sous "escorte" militaire, ce qui encourage encore les mariages et baptêmes clandestins au désert.
Alors qu'il participe à l'assemblée générale du clergé à Paris en compagnie de son frère cadet (de février à juillet), la répression contre les pasteurs protestants se poursuit, avec notamment la pendaison de Louis Ranc à Die le 12 mars 1745. Arrestations, emprisonnements et condamnations aux galères se multiplient, ainsi que quelques amendes pour des curés diois complaisants.
En 1747, le long procès qui l'oppose à Marguerite-Louise, fille du comte Gabriel-Honoré de Cosnac sur l'héritage des évêques de Cosnac arrive à son terme.
Au vu d'un constat de 1754 sur l'état de déboisement préoccupant des montagnes dioises et sur le manque de route carrossable permettant de remonter la vallée de la Drôme, des Augiers intervient auprès du Conseil d'État pour réduire la dette de la ville qui atteint des sommes astronomiques, en grande partie dues aux obligations liées aux logements de troupes militaires depuis la fin du XVIe siècle. Une première réponse est apportée par un arrêt de 1756 et la dette est à nouveau renégociée à la baisse en 1766.
Entretemps, des Augiers participe aux assemblées du clergé de 1755 et 1762, cette dernière ayant pour objet la sécularisation et le transfert des rentes de l'ordre de Saint-Ruf, ainsi que la dispersion des Jésuites. L'évêque de Die, comme nombre de ses confrères, insiste pour que les rentes de Saint-Ruf soient attribuées aux diocèses ; il confie aux Cordeliers de Die la responsabilité de donner dans le collège de la ville des cours de latin, assortis du revenu qui va avec.
Dans les années qui suivent, la répression contre les protestants se poursuit. Malgré la réticence des militaires à procéder aux enlèvements d'enfants (dès 1756 les officiers demandent confirmation au Parlement de Grenoble des ordres donnés dans ce sens par l'évêque de Die), la ville compte trois maisons de la propagation de la foi en 1762.
Pour mettre un terme aux incessants différends entre le comte-évêque de Die et le Conseil des bourgeois de la ville, ce Conseil est réformé entre 1766 et 1768 : il comporte dès lors 1 maire, 2 échevins, 4 conseillers et 12 notables. L'évêque choisit le maire entre trois personnes proposées par le Conseil, ainsi que le 1er conseiller et qu'un notable. Cette nouvelle disposition ne suffit pas à éteindre les querelles : en 1769, des décisions du Juge-mage (dépendant de l'évêque) concernant la police urbaine sont dénoncées par le Conseil comme contrevenant aux libertés et droits municipaux. Le reste de l'épiscopat de Plan des Augiers se poursuit dans les procès politiques et financiers avec le Conseil.
En 1781, il inaugure à Saint-Pierre le nouveau cimetière de la ville, installé sur les terrains d'une dépendance de Saint-Ruf ruinée au siècle précédent. L'ancien cimetière de Die, autour de la cathédrale, est peu à peu transformé en place publique. La loi de 1787 accordant l'état-civil aux protestants leur permet d'accoler une partie protestante à ce nouveau cimetière.
Les évènements de 1789 poussent des Augiers à consolider sa situation. Le roi Louis XVI lui octroie les bénéfices de l'abbaye de Longuay et, au début de 1790, il se retire à Paris, loin de son turbulent diocèse. Ce dernier est supprimé le 12 juillet 1790 au profit du diocèse de la Drôme qui englobe Die (sans le Trièves), Saint-Paul-Trois-Châteaux, Valence et le sud du territoire de Vienne.
Le 4 août 1792, le "citoyen Plan" prête le serment "Égalité Liberté", afin de conserver le bénéfice de sa pension et meurt à Paris, faubourg Saint-Germain, le 27 nivôse An II (16 janvier 1794), âgé de 87 ans dont 49 à la tête de son diocèse. Le procès entamé en 1791 avec la ville de Die qui lui réclame divers documents, charges et impôts afférents s'éteint avec lui.